# Marcelo Pecci
Marcelo Daniel Pecci Albertini (Assunção, 28 de setembro de 1976 — Península de Barú, 10 de maio de 2022) foi um advogado e promotor paraguaio. O seu trabalho destacou-se pela participação na investigação de numerosos casos criminais de grande repercussão, centrados principalmente em cartéis de drogas, tanto a nível nacional, como evidenciado na Operação A Ultranza PY, como a nível internacional. Além disso, abordou disputas judiciais que envolveram figuras renomadas, como o caso ocorrido em 2020, quando o futebolista Ronaldinho tentou entrar irregularmente em território paraguaio.

## Assassinato
Pecci e sua esposa Claudia Aguilera Quintana estavam em lua de mel em Barú, uma ilha turística perto de Cartagena, Colômbia, quando dois homens os abordaram em 10 de maio de 2022, poucas horas depois de Claudia anunciar que estava grávida. Os dois homens então atacaram Pecci e dispararam nele três vezes, um dos tiros atingiu-o no rosto.

## Condenação dos assassinos
Em 18 de junho de 2022, os réus Wendret Carrillo, Eiverson Zabaleta, Marisol Londoño e Cristian Camilo Monsalve Londoño foram condenados a 23 anos de prisão, os quais foram considerados culpados dos crimes de homicídio e porte ilegal de armas, segundo o código penal colombiano. Estes quatro indivíduos confessaram a sua culpa, enquanto um quinto arguido, Francisco Luis Correa, se declarou inocente. Além disso, houve outros suspeitos que foram capturados em El Salvador.
O judiciário solicitou o levantamento da imunidade parlamentar do deputado Erico Galeano, do Partido Colorado, devido às suas ligações com a organização criminosa responsável pelo assassinato.